# Kol-lav
Kol-lav (Umbilicaria rigida) är en lavart som först beskrevs av Du Rietz, och fick sitt nu gällande namn av Frey. Kol-lav ingår i släktet Umbilicaria och familjen Umbilicariaceae.  Arten är reproducerande i Sverige. Inga underarter finns listade i Catalogue of Life.